# Epixanthoides
Epixanthoides is een geslacht van kreeftachtigen uit de klasse van de Malacostraca (hogere kreeftachtigen).

## Soort
- Epixanthoides anomalus Balss, 1935